# Na Špičáku
Na Špičáku este o arie protejată (sit de importanță comunitară — SCI) din Republica Cehă întinsă pe o suprafață de 6,96 ha, integral pe uscat.

## Localizare
Centrul sitului Na Špičáku este situat la coordonatele 50°17′07″N 17°15′03″E / 50.285278°N 17.250833°E.

## Înființare
Situl Na Špičáku a fost declarat sit de importanță comunitară în aprilie 2005 pentru a proteja 1 specie de animale.

## Biodiversitate
Situată în ecoregiunea continentală, aria protejată nu include niciun habitat protejat.
La baza desemnării sitului se află o specie protejată de  mamifere: liliacul mic cu potcoavă (Rhinolophus hipposideros).